# Peter Leibinger

Peter Leibinger (2024)

Peter Leibinger (* 23. April 1967 in Stuttgart) ist ein deutscher Maschinenbauingenieur und Manager. Er war stellvertretender Vorstandsvorsitzender des Hochtechnologieunternehmens Trumpf SE + Co. KG. und ist seit Juli 2023 Vorsitzender des Aufsichtsrats. Er ist seit 2025 Präsident des Bundesverbandes der Deutschen Industrie (BDI).

## Leben
Peter Leibinger ist eines von drei Kindern aus der Ehe von Berthold Leibinger und Doris Leibinger geb. Schaible. Seine Geschwister sind Nicola Leibinger-Kammüller und die Architektin Regine Leibinger. Peter Leibinger ist seit 1997 verheiratet und hat vier Kinder.
Leibinger legte 1986 das Abitur am Robert-Bosch-Gymnasium in Gerlingen ab. Er studierte Maschinenbau an der Rheinisch-westfälischen Technischen Hochschule (RWTH) in Aachen. Er wurde 2005 stellvertretender Vorsitzender der Geschäftsführung von Trumpf, nachdem sein Vater Berthold Leibinger († 2018) die Geschäftsführung des Unternehmens an die nächste Familiengeneration übergeben hatte; seine Schwester Nicola Leibinger-Kammüller übernahm den Vorsitz. Als zum 1. Juli 2017 das Unternehmen seine Gruppengeschäftsführung neu aufstellte, wurde Peter Leibinger Chief Technology Officer (CTO). Er war verantwortlich für Forschung und Entwicklung, Vertrieb und Service sowie Auf- und Ausbau neuer Geschäftsfelder. Zum 1. Juli 2023 wechselte Peter Leibinger in die Position des Vorsitzenden des Aufsichtsrates.
Im September 2024 schlug Siegfried Russwurm, zu diesem Zeitpunkt Präsident des Bundesverbands der Deutschen Industrie (BDI), Leibinger als seinen Nachfolger vor. Im November 2024 folgte die Mitgliederversammlung des BDI diesem Vorschlag und wählte Leibinger zum BDI-Präsidenten. Er trat das Amt am 1. Januar 2025 an.
Leibinger engagiert sich in diversen politischen, wissenschaftlichen und kulturellen Gremien. Für das Bundesministerium für Bildung und Forschung ist er seit 2011 Sprecher des Programmausschusses „Photonik bzw. Quantensysteme“. Er ist Mitglied des Aufsichtsrats der Kärcher SE, Mitglied des Senats von acatech – Deutsche Akademie der Technikwissenschaften, im Beirat der Deutschen Private Equity (DPE), im Hochschulrat HMDK Stuttgart sowie Mitglied im Kuratorium des Arbeitskreises evangelischer Unternehmer e. V.
Im November 2024 wurde Leibinger als Mitglied des Verwaltungsrats der Viessmann Generations Group bestellt.

## Ehrungen und Auszeichnungen
- 2011: Ehrendoktorwürde der Technischen Universität Dresden[14]
- 2021: Verdienstkreuz am Bande des Verdienstordens der Bundesrepublik Deutschland[15]
- 2023: Arthur L. Schawlow Award